# Brescia Antincendi International
Brescia Antincendi International (oder kurz BAI) ist ein Anbieter für Fahrzeuge zur Brandbekämpfung und für den Katastrophenschutz. Angeboten wird die gesamte Produktpalette von Lösch- und Flugfeldlöschfahrzeugen, Rüstwagen und Abrollbehältern sowie Rettungsplattformen für Kommunen, Flughäfen, Industrie und Streitkräfte.

## Geschichte
Der Sitz des 1991 gegründeten Unternehmens befindet sich im italienischen Bagnolo Mella (Brescia), wo auf einer Fläche von etwa 30.000 m² jährlich bis zu 300 Fahrzeuge produziert werden. BAI ist heute der größte italienische Aufbauhersteller mit einem Jahresumsatz von aktuell über 45 Millionen Euro. Von 2004 bis 2009 gehörte BAI zum amerikanischen Oshkosh-Konzern. Heute ist das Unternehmen wieder vollständig eigentümergeführt.
Die BAI Sonderfahrzeuge GmbH mit Sitz in Pforzheim ist eine hundertprozentige Tochter der BAI und die deutsche Vertriebsgesellschaft.

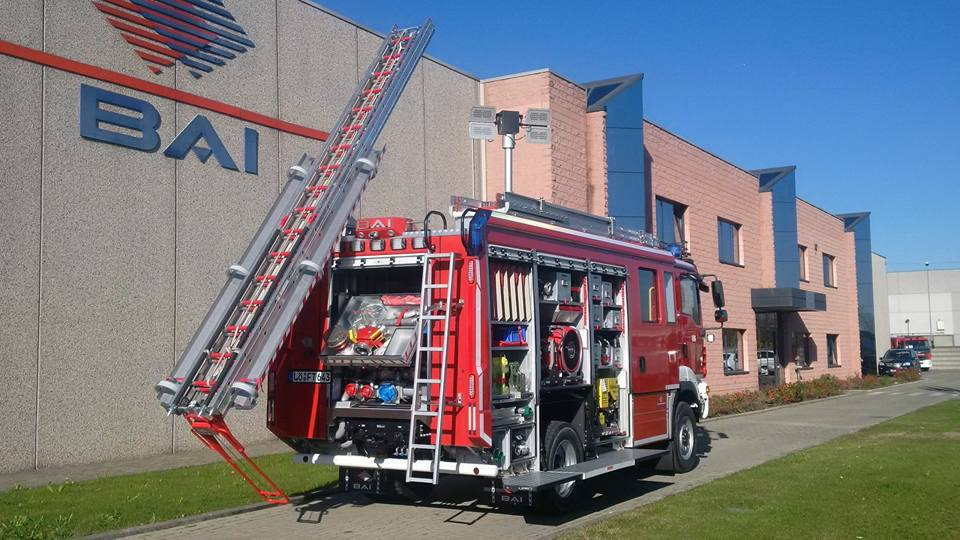

## Bildergalerie

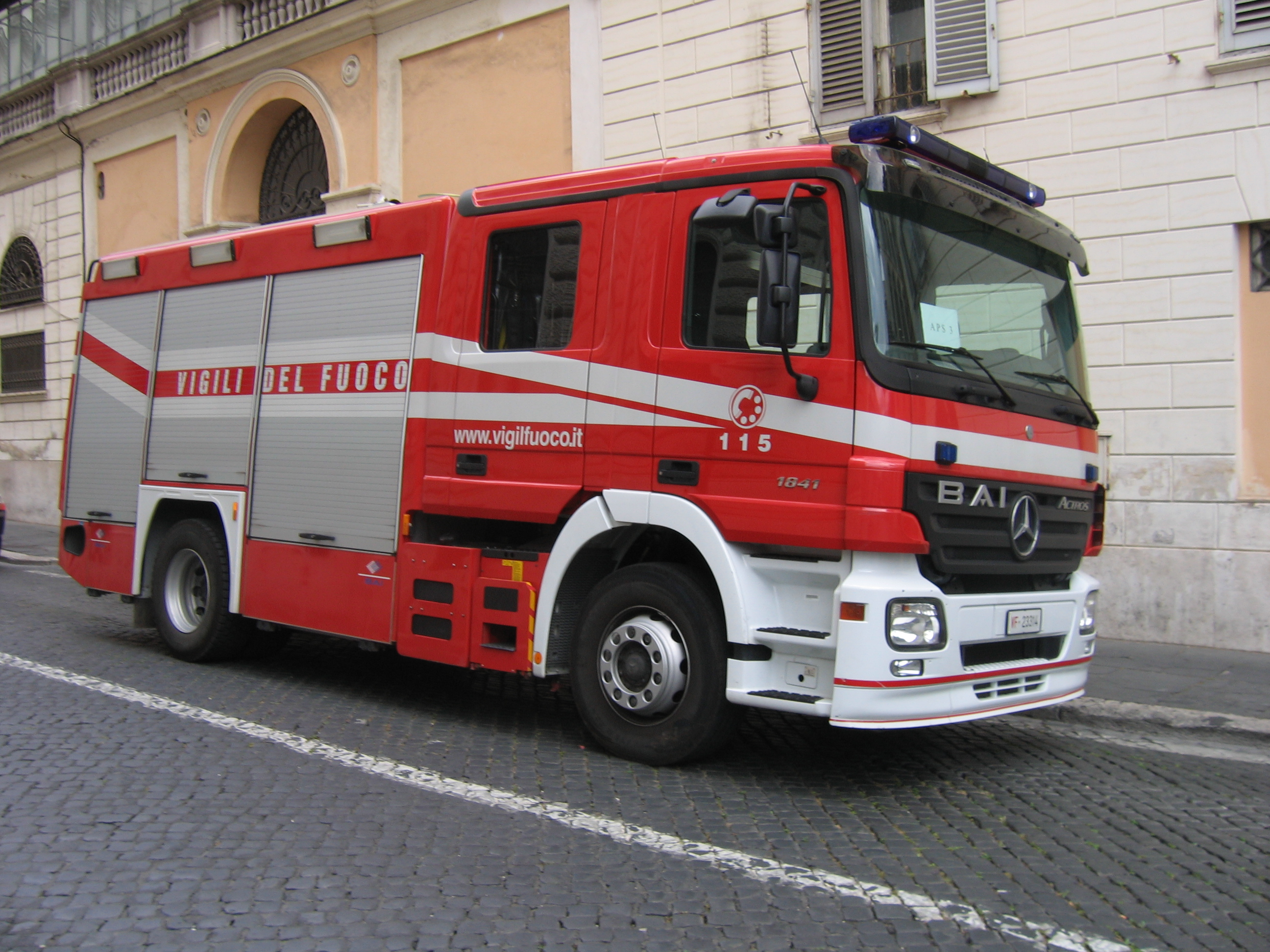
BAI Löschfahrzeug in Italien
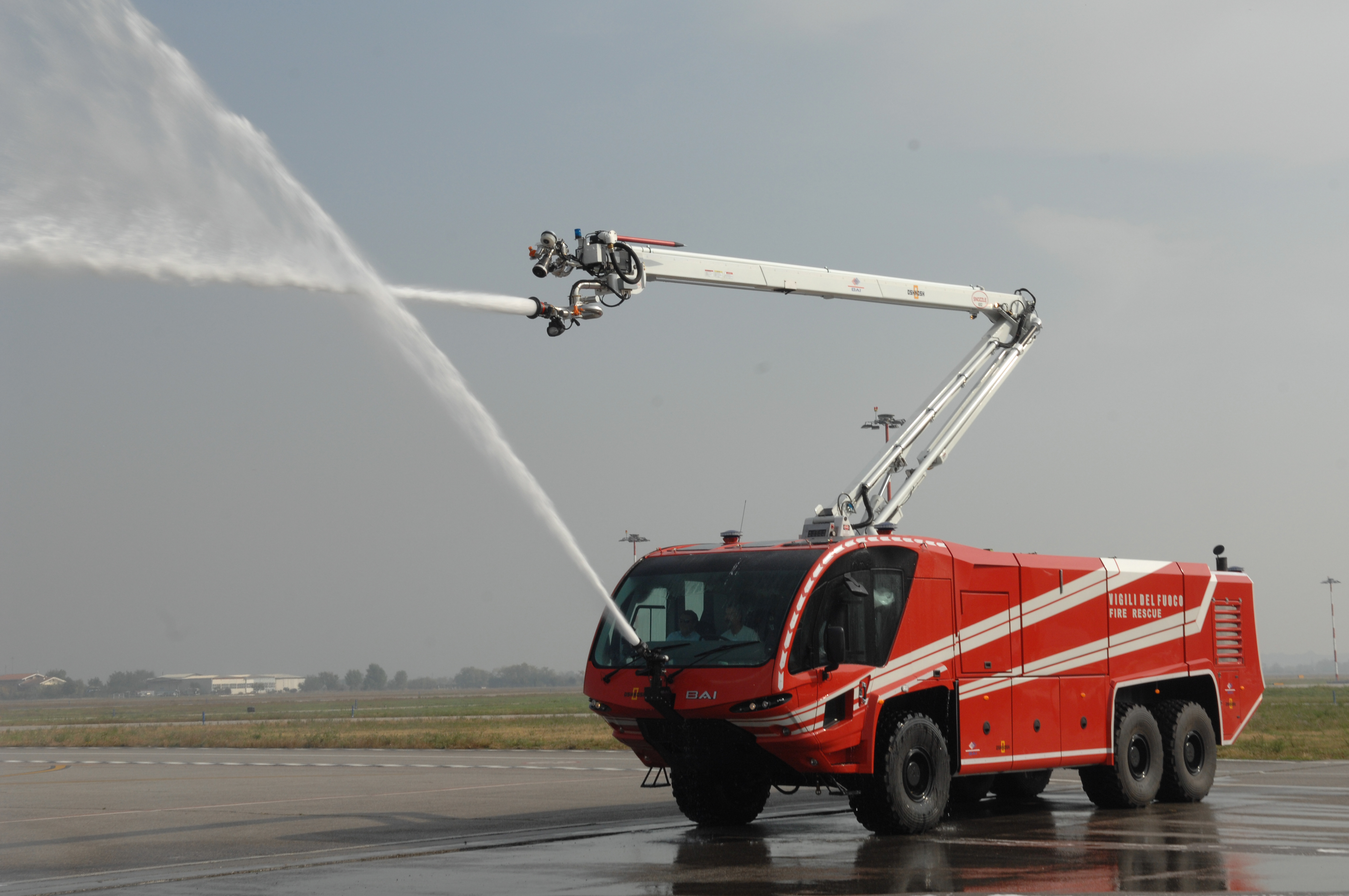
BAI Flugfeld-Löschfahrzeug
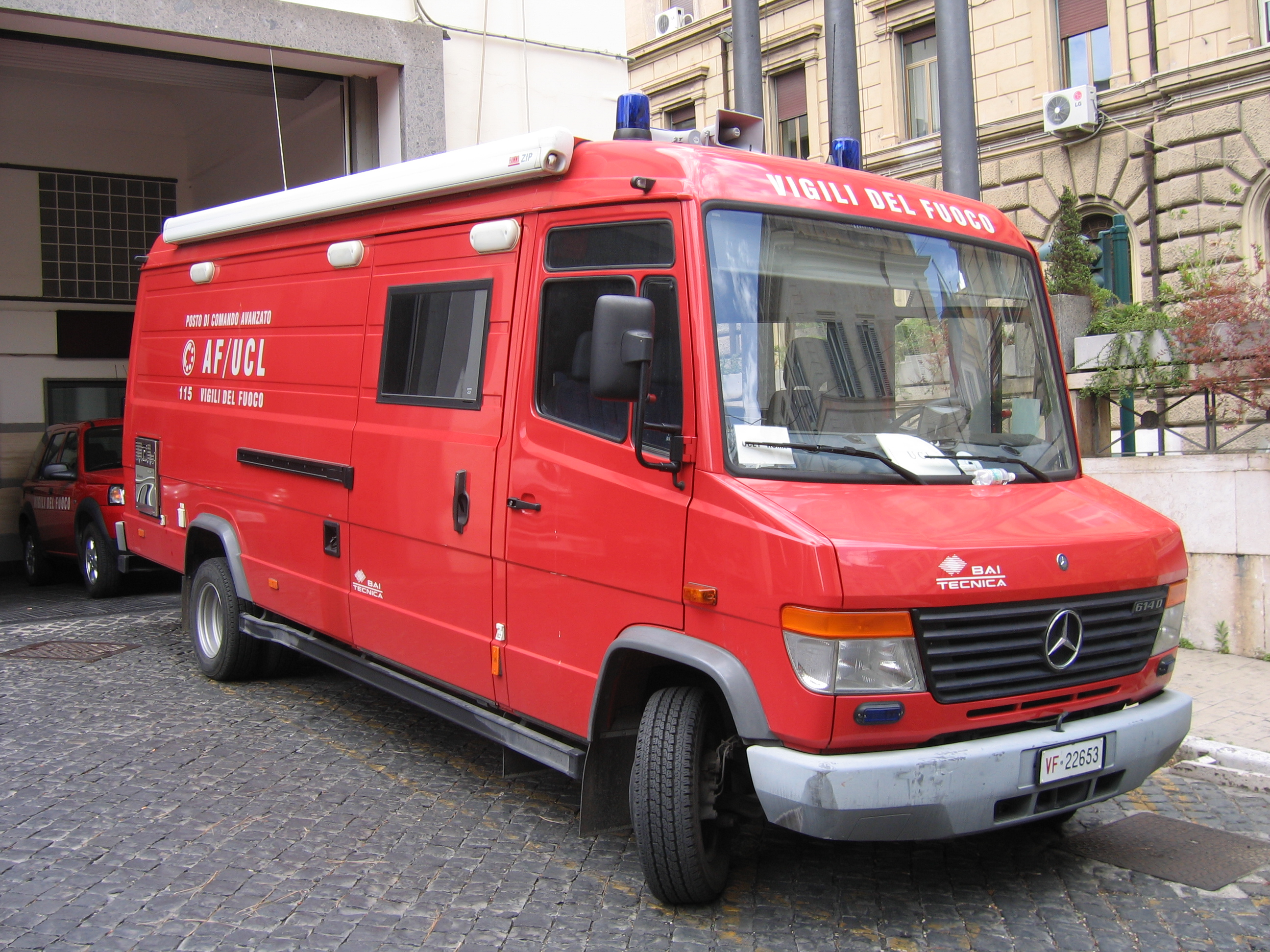
BAI Fahrzeug in Italien
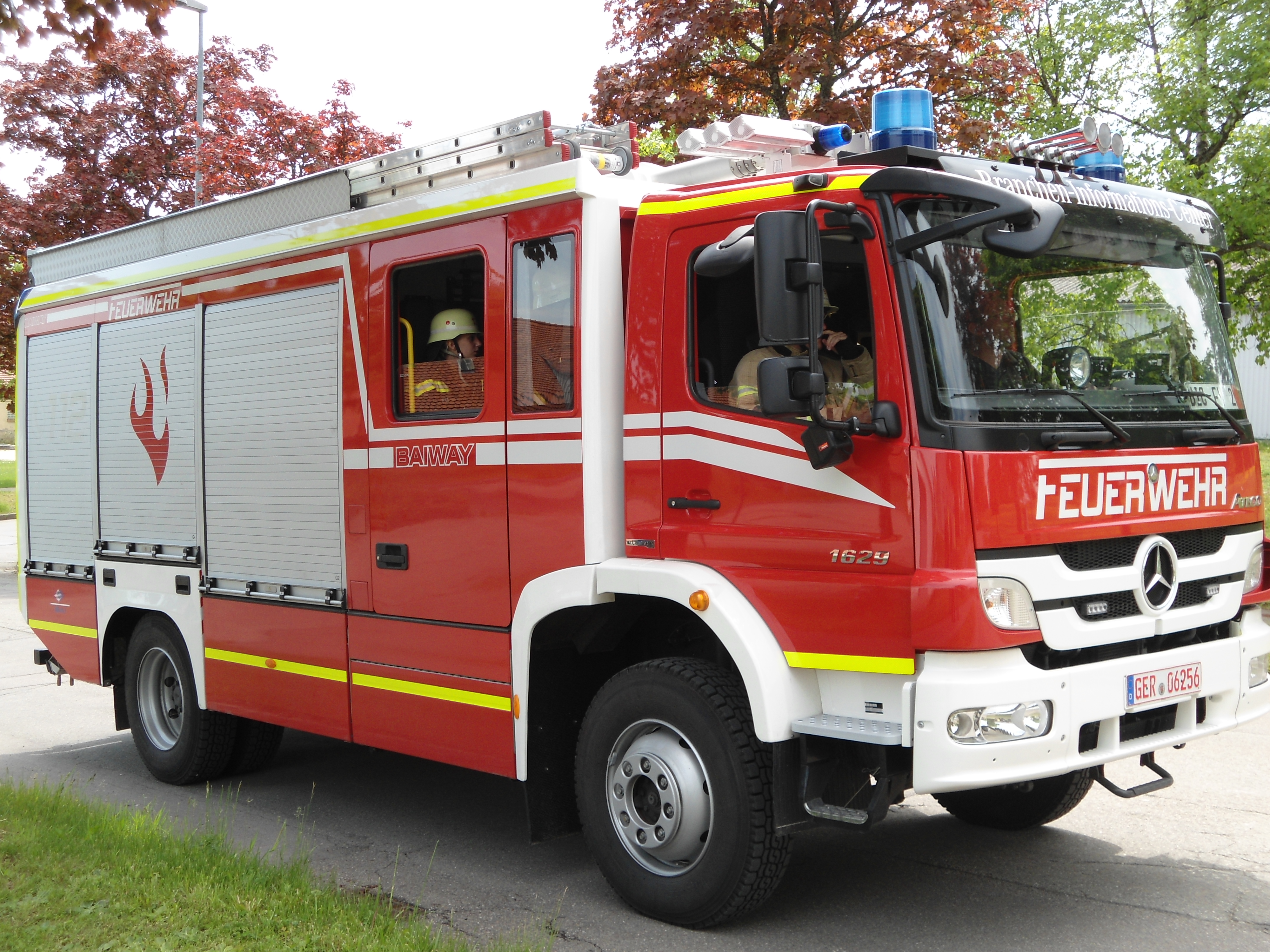
Hilfeleistungs-Löschgruppenfahrzeug HLF20 nach DIN 14530-27
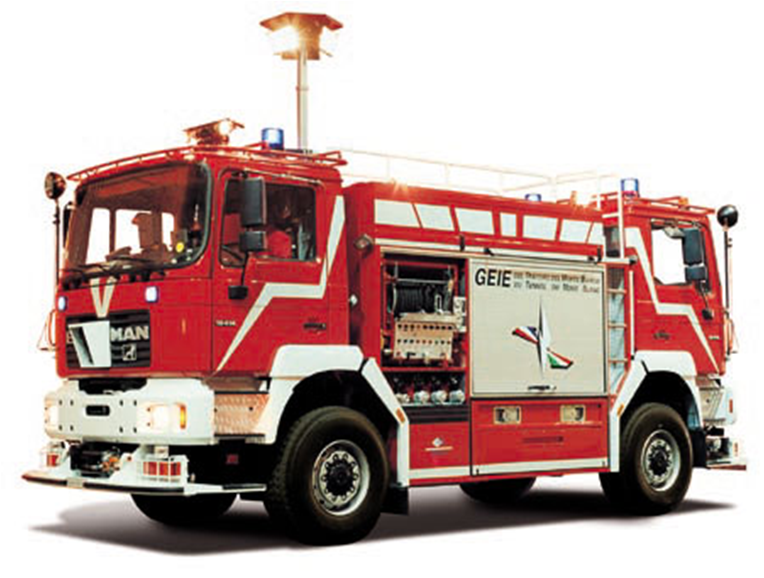
Janus 4000 Mont Blanc Tunnellöschfahrzeug mit 2 Fahrerhäusern